# Габриэль де Лионкур
Габриэ́ль де Лионку́р (англ. Gabrielle de Lioncourt) — персонаж серии романов американской писательницы Энн Райс «Вампирские хроники». Впервые появляется в романе «Вампир Лестат».

## Вымышленная биография
Габриэль — мать Лестата де Лионкура, именно ей он обязан привлекательной внешностью и белокурыми волосами. Хорошо и разносторонне образована. Родом из Италии, в юности жила во многих городах Европы, там же вышла замуж за маркиза д’Оверна. С тех пор она жила вплоть до преклонных лет в стенах фамильного замка в Оверни. У неё было семеро детей, однако выжило только трое из них, среди которых Лестат был самым младшим и любимым её сыном.
С тех пор, как из-за замужества Габриэль была вынуждена жить в угрюмых стенах родового гнезда семейства д’Оверн, она становилась все более холодной и замкнутой в себе, так и не удовлетворив до конца свою страсть к путешествиям. Именно по этой причине, пытаясь убежать от гнетущего положения реальности, Габриэль почти все время проводила с книгой в руках. Из всех её состояние мог понять только Лестат. Будучи единственным образованным человеком в семье (материальное положение семейства находилось на грани банкротства и по этой причине не позволяло нанимать учителей или гувернёров), вынуждена была время от времени обучать своих детей. Однако, обладая меланхоличным темпераментом, быстро бросила это занятие, так ни чему их и не научив (один только Лестат научился читать в уже довольно сознательном возрасте, а своё имя его научили выводить в его бытность учеником при местной церковной школе). При жизни Габриэль описывается как бледная, худощавая женщина с треугольным лицом и такими же светлыми и белокурыми как у Лестата волосами.
Видя в любимом сыне часть себя, она всячески старалась ему помочь выбраться из той клетки, которой для них стали стены родного замка. Когда Лестат решил бежать со своим другом Николя в Париж и стать актёром, что навлекло гнев отца и братьев, она единственная считала его поступок оправданным. Лестат уехал в Париж, заручившись той финансовой поддержкой матери, которую она могла ему дать (до этого Габриэль уже приходилось продавать пару фамильных украшений, доставшихся ей от бабушки. Почти все деньги шли на Лестата). Тот был очень ей благодарен, и, хотя из-за погребённых в себе желаний и надежд Габриэль была достаточно сдержанной и сухой в чувствах женщиной, Лестат поддерживал с ней переписку. С момента его побега, Габриэль и Лестат не виделись на протяжении ещё многих лет и встретились только тогда, когда та приехала в Париж, находясь уже при смерти, чтобы повидать сына. Габриэль страдала от туберкулёза.
Именно тогда, в ночь их свидания, Габриэль была превращена в вампира. Видя, как умирает его мать, Лестат не выдержал и в последний миг преподнес матери «Тёмный Дар». Ирония судьбы, Габриэль из матери, наставницы, учителя, превратилась в ребёнка, ученика своего теперь уже создателя. Она была очень рада такому повороту судьбы, начав жить по-настоящему только после своей смерти. В ней взыграла с новой силой страсть к приключениям и путешествиям, воскресли мечты и надежды. После обращения Габриэль описывают как бледную, с вновь налившимся и округлившимся бюстом девушку со ставшими ещё более густыми светлыми волосами и такого же кобальтового цвета глазами, какие были у её сына после того, как тот стал вампиром. В мужской же одежде она походила на весьма привлекательного юношу. После обращения Габриэль с Лестатом жили в башне, оставленной тому Магнусом, создателем Лестата. Каждую ночь они выбирались в Париж на охоту.
После инцидента с Арманом и его последователями, в результате чего Николя стал вампиром (против чего была Габриэль) их отношения потеряли беззаботность. Теперь их было трое, и Габриэль это не устраивало. После того, как Лестат отдал свой театр Арману, в труппу которого входили бывшие члены общины, он оставил на них Николя, а сам отправился с матерью в путешествие по миру, удовлетворяя давние желания Габриэль. Но, как оказалось, даже проведённое вдвоём в скитаниях время их не сблизило: Габриэль все больше и больше отдалялась от Лестата, поглощенная новым миром и способностями, которые открылись перед ней. В итоге чего, они расходятся в Египте, сразу после свершения революции во Франции.
С тех пор Габриэль пропадает на 200 лет, проводя их в своих походах и путешествиях, и вновь появляется в 1985 году во время событий, описываемых в книге «Царица проклятых». Она помогает Лестату бороться против Акаши. В это же время она развивает отношения с Хайманом, но вскоре прекращает общение и с ним тоже. Она снова скрывается и пропадает. В последний раз Габриэль появлялась в «Мемнох-дьявол» и в «Вампире Армане», в то время как Лестат находится в своем недвижимом сне.

## В других средах
В Бродвейском мюзикле «Лестат», основанном на романе «Вампир Лестат» её играла Кэроли Кармелло.
За эту роль Кармелло была номинирована на премии «Тони» и «Драма Деск» как лучшая актриса мюзикла. Также в мюзикле сыграл Хью Панаро в роли Лестата, Джим Станек в роли Луи и Эллисон Фишер в роли Клодии. Музыку к нему написал Элтон Джон, либретто — Линда Вулвертон.